# Reina Mercedes
Reina Mercedes est une municipalité de la province d’Isabela, aux Philippines.